# Olga Pakalović
Olga Pakalović (Zagreb, 8. studenoga 1978.), je hrvatska kazališna, televizijska i filmska glumica.

## Životopis
U ansamblu Drame HNK u Zagrebu je od 2004. godine, a 2013. godine promovirana je u status Dramske prvakinje zagrebačkog HNK.
Jedna od dvadeset potpisnika pisma upućenog zagrebačkom gradonačelniku Milanu Bandiću, u kojemu izražavaju svoju zabrinutost imenovanjem Zlatka Hasanbegovića članom Kazališnog vijeća HNK Zagreb.

## Nagrade i priznanja
- Rektorova nagrada Sveučilišta u Zagrebu, 2000.
- Nagrada Hrvatskog glumišta za izuzetno ostvarenje mladom umjetniku do 28 godina za ulogu Bulgakove u predstavi Ljubavna pisma Staljinu u izvedbi Teatra &td, Zagreb, 2001.;
- Zlatna arena na Festivalu igranog filma u Puli za najbolju sporednu žensku ulogu za ulogu u filmu Fine mrtve djevojke redatelja Dalibora Matanića 2002.
- Nagrada za najbolju glumicu na Filmskoj reviji kazališne akademije, 2003.
- Nagrada Ivo Fici za najbolje glumačko ostvarenje mladoj glumici do 28 godina na Festivalu glumca u Vukovaru. 2003.
- Nagrada Mila Dimitrijević za ulogu Glorije u predstavi Glorija Ranka Marinkovića, 2005.;
- Nagrada Hrvatskog glumišta za ulogu Roksane u predstavi Cyrano de Bergerac Edmonda Rostanda, u izvedbi Hrvatskog narodnog kazališta u Osijeku, 2005.;
- Nagrada Mila Dimitrijević za ulogu Olge u predstavi Tri sestre Antuna P.Čehova u izvedbi Drame HNK u Zagrebu, 2006.
- Zlatna arena na Festivalu igranog filma u Puli za najbolju sporednu žensku ulogu za ulogu u filmu Moram spavat' anđele redatelja Dejana Aćimovića, 2007.
- Nagrada Zlatni lav za najbolju glumicu na Međunarodnom festivalu komornog teatra u Umagu, 2008.
- Nagrada s poveljom Osječkog ljeta kulture za najcjelovitije glumačko ostvarenje za ulogu Une u predstavi Kos Davida Harrowera u režiji Zijaha A. Sokolovića i izvedbi Gradskog kazališta Sisak, 2008.
- Specijalna nagrada Julije Knifer Glasa Slavonije za najbolje pojedinačno glumačko ostvarenje na Osječkom ljetu kulture, 2008.
- Nagrada Hrvatskog glumišta za najbolju glavnu žensku ulogu za ulogu Une u predstavi Kos Davida Harrowera u režiji Zijaha A. Sokolovića i izvedbi Gradskog kazališta Sisak i za ulogu Lavinije u predstavi Elektri pristaje crnina Eugenea O'Neilla u režiji Mateje Koležnik i izvedbi Hrvatskog narodnog kazališta u Zagrebu., 2008.
- Nagrada Fabijan Šovagović za najbolju glumicu na Festivalu glumca Vukovar, 2009.
- Medalja Grada Zagreba za uloge u predstavama I konje ubijaju, zar ne?, Elektri pristaje crnina i Pustolov pred vratima, 2009.
- Nagrada Mila Dimitrijević za ulogu Anice u predstavi Maškarate ispod kuplja Ive Vojnovića, u režiji Ivice Kunčevića i izvedbi Drame Hrvatskoga narodnog kazališta u Zagrebu, 2012.
- Plaketa Grada Zagreba za glumačka ostvarenja u predstavama Gospoda Glembajevi, Maškarate ispod kuplja i Na tri kralja u izvedbi Drame Hrvatskoga narodnog kazališta u Zagrebu, 2013.

## Filmografija

### Televizijske uloge
- "Kumovi" kao Vesna Gotovac (2022. – danas)
- "Dar Mar" kao Žana (2021.)
- "Drugo ime ljubavi" kao Karmela Batinić (2019. – 2020.)
- "Čista ljubav" kao Branka Vitez (2017. – 2018.)
- "Novine" kao Alenka Jović Marinković (2016. i 2018.)
- "Crno-bijeli svijet" kao Metka (2016.)
- "Stipe u gostima" kao inspektorica Ladan (2014.)
- "Mamutica" kao inspektorica Željka (2010.)
- "Bitange i princeze" kao Ana "Analy" Puhalo (2009.)
- "Odmori se, zaslužio si" kao Ines (2008. – 2009.)
- "Bumerang" kao Katarina (2006.)
- "Novo doba" kao Maja (2002.)
- "Olujne tišine 1895-1995" kao Lujza pl. Radočaj (1997.)

### Filmske uloge
- "General kao Milica (2017.)
- "Ministarstvo ljubavi" kao Sandra Matešić (2016.)
- "Halimin put" kao Safija (2012.)
- "Carousel"  (2011.)
- "Koko i duhovi" kao Katarina (2011.)
- "Gledaj me" kao Mina (2008.)
- "Moram spavat', anđele" kao Mirjana (2007.)
- "Pjevajte nešto ljubavno" kao Anja (2007.)
- "Libertas" kao Deša (2006.)
- "Katarza" (2004.)
- "Doktor ludosti" kao Zbunjakovićeva kći (2003.)
- "Fine mrtve djevojke" kao Iva (2002.)
- "Persona" (2002.)
- "Nigredo" (2001.)
- "Veliko spremanje" kao Mirna (2000.)
- "Je li jasno, prijatelju?" kao Senada (2000.)

### Sinkronizacija
- "Pokémon: Mewtwo uzvraća udarac – Evolucija" kao Mitsy (2020.)
- "Film Angry Birds 2" kao Matilda (2019.)
- "Ralph ruši internet: Krš i lom 2" kao Shank (2018.)
- "Bijeli očnjak" kao Maggie Scott (2018.)
- "Sammy i prijatelji" kao Riki (2018.)
- "Mali princ" kao Majka (2015.)
- "Niko 2: Mali brat, velika frka" kao Niko (2013.)
- "Niko - Božićna potraga" kao Niko (2009.)
- "Pčelin film" kao Vanessa Bloome (2007.)
- "Pusti vodu da miševi odu" kao Rita (2006.)
- "Roboti" kao Cappy (2005.)
- "Riba ribi grize rep" kao Angie (2004.)
- "Dexterov laboratorij" kao Dexter
- "Super cure" kao Zlatica
- "Jura iz džungle" (serija) kao Jura

## Vanjske poveznice
- Olga Pakalović u internetskoj bazi filmova IMDb-u (engl.)
- [neaktivna poveznica]